# سفارة الولايات المتحدة في سويسرا
سفارة الولايات المتحدة في سويسرا هي أرفع تمثيل دبلوماسي لدولة الولايات المتحدة لدى سويسرا. تقع السفارة في برن وهي تهدف لتعزيز المصالح الأمريكية في سويسرا.

## وصلات خارجية
- الموقع الرسمي
- قائمة سفارات الولايات المتحدة
- قائمة السفارات في سويسرا